# Jean Muray
Pour les articles homonymes, voir Muray.
Jean Muray (1905-1984), est un écrivain francophone de romans pour la jeunesse et un traducteur d'auteurs anglo-saxons (Jack London, Herman Melville, Rudyard Kipling, Barbara Cartland, etc.). Il a traduit plus de 234 œuvres. Il est le père de l'essayiste et romancier Philippe Muray (1945-2006).

## Œuvres
Liste non exhaustive. La première date est celle de la première édition française.

### En tant qu'auteur

#### SérieDavy Crockett
- 1956 : Davy Crockett, roi des trappeurs. Collection Idéal-Bibliothèque, Éditions Hachette.
- 1957 : Le Serment de Davy Crockett. Coll. Idéal-Bibliothèque no 143, Hachette. Présenté par Walt Disney, illustré par Henri Dimpre.
- 1960 : Un guet-apens pour Davy Crockett. Coll. Idéal-Bibliothèque, Hachette. Illustré par Henri Dimpre.

#### SérieMonica
- 1958 : Fille de la montagne[4], coll. Bibliothèque verte, Hachette. Illustré par Philippe Daure. Roman.
- 1959 : Monica et le prince, coll. Bibliothèque verte no 149, Hachette. Rééditions : 1961. Illustrées par Philippe Daure.
- 1961 : Monica et les conspirateurs, coll. Bibliothèque verte, Hachette. Illustré par Philippe Daure.

#### Divers hors-séries
- 1943 : La Ballade des tordus : Prusse orientale. Éditions Plon, coll. Les Cahiers des captifs (non jeunesse), prix Lange de l’Académie française en 1944.
- 1945 : Les Guetteurs, roman. Éditions Plon. 281 p.
- 1946 : La Déesse. Éditions Plon.
- 1956 : La Charge de la brigade légère. Coll. Idéal-Bibliothèque, Hachette. Illustré par Jean Reschofsky.
- 1957 : Le Marchand de Venise (d'après William Shakespeare). Hachette, coll. Idéal-Bibliothèque.
- 1957 : Les Premiers Exploits de Fanfan la Tulipe, illustrations de J.-P. Ariel, roman, coll. Collection des grands romanciers, Hachette. Réédition : 1957, collection Idéal-Bibliothèque no 126. Illustrations de J.-P. Ariel.
- 1958 : Costumes de tous les temps. Hachette, coll. Les Albums roses.
- 1959 : Une bergère et son chien, roman, coll. Collection des grands romanciers, Hachette. Illustrations de Gilles Valdès. Réédition : coll. Nouvelle Bibliothèque rose no 57, Hachette, 1966.
- 1961 : La Course en fiacre, coll. Nouvelle Bibliothèque rose no 92, Hachette.
- 1967 : Le Chien qui savait tout (avec Anne White), coll. Nouvelle Bibliothèque rose no 245, Hachette. Illustrations de François Batet.
- 1970 : Un amour de coccinelle, adaptation française du film homonyme de Walt Disney. Coll. Bibliothèque verte, Hachette. Illustrations de Daniel Billon.
- 1971 : Noël pour une bergère, Coll. Nouvelle Bibliothèque rose no 108, Hachette. Illustrations de Paul Durand.
- 1972 : Les Mots de mon jardin, Hachette.

### En tant que traducteur

#### SérieRichard Bolitho
- Richard Bolitho, aspirant de marine de Alexander Kent, 1976. Hachette, coll. Bibliothèque verte. Illustrations de Philippe Daure.
- Richard Bolitho prend son commandement de Alexander Kent, 1977. Hachette, coll. Bibliothèque verte. Illustrations de Philippe Daure.
- Richard Bolitho maître à bord de Alexander Kent, 1977. Hachette, coll. Bibliothèque verte. Illustrations de Philippe Daure.
- Richard  Bolitho à l'abordage de Alexander Kent, 1978. Hachette, coll. Bibliothèque verte. Illustrations de Philippe Daure.
- Richard  Bolitho passe à l'attaque de Alexander Kent, 1978. Hachette, coll. Bibliothèque verte. Illustrations de Philippe Daure.
- L'Aspirant Bolitho contre les naufrageurs de Alexander Kent, 1979. Hachette, coll. Bibliothèque verte. Illustrations de Philippe Daure.

#### SérieCricketto
- Cricketto de Napoli de David Scott Daniell. Hachette, coll. Nouvelle Bibliothèque rose, 1963. Illustrations de François Batet.
- Cricketto dans la forêt vierge de David Daniell. Hachette, coll. Nouvelle Bibliothèque rose, 1968. Illustrations de François Batet.
- Cricketto et le petit prince de David Daniell. Hachette, coll. Nouvelle Bibliothèque rose, 1964. Illustrations de François Batet.
- Cricketto chez les écossais de David Daniell. Hachette, coll. Nouvelle Bibliothèque rose, 1969. Illustrations de François Batet.
- Cricketto dans l'île mystérieuse de David Daniell. Hachette, coll. Nouvelle Bibliothèque rose no 198, 1965.

#### SérieDocteur Dolittle
- Le Cirque du Docteur Dolittle de Hugh Lofting. Hachette, coll. Idéal-Bibliothèque no 333, 1967. Illustrations originales de l'auteur.
- Le Docteur Dolittle roi de la piste de Hugh Lofting. Hachette, coll. Idéal-Bibliothèque no 339, 1968.

#### SérieL'Étalon noir
- Flamme et les pur-sang de Walter Farley. Hachette, coll. Bibliothèque verte, 1964. Illustrations de J.-P. Ariel.
- Le Fils de l'Étalon noir de Walter Farley. Hachette, coll. Bibliothèque verte, 1967. Illustrations de Raoul Auger.
- Le Ranch de l'Étalon noir de Walter Farley. Hachette, coll. Bibliothèque verte, 1968. Illustrations de Raoul Auger.
- Sur les traces de l'Étalon noir' de Walter Farley. Hachette, coll. Bibliothèque verte, 1969. Illustrations de Raoul Auger.
- La Révolte de l'Étalon noir de Walter Farley. Hachette, coll. Bibliothèque verte, 1970. Illustrations de Raoul Auger.
- Flamme et l'Étalon noir de Walter Farley. Hachette, coll. Bibliothèque verte, 1971. Illustrations de Raoul Auger.
- Un rival pour l'Étalon noir de Walter Farley. Hachette, coll. Bibliothèque verte, 1973. Illustrations de Raoul Auger.
- Une cavalière pour l'Étalon noir de Walter Farley. Hachette, coll. Bibliothèque verte, 1974. Illustrations de Raoul Auger.
- L'Empreinte de l'Étalon noir de Walter Farley. Hachette, coll. Bibliothèque verte, 1974. Illustrations de Raoul Auger.
- Le Courage de l'Étalon noir de Walter Farley. Hachette, coll. Bibliothèque verte, 1975. Illustrations de François Batet.
- Le Prestige de l'Étalon noir de Walter Farley. Hachette, coll. Bibliothèque verte, 1976. Illustrations de François Batet.
- Le Secret de l'Étalon noir de Walter Farley. Hachette, coll. Bibliothèque verte, 1977. Illustrations de François Batet.
- Le Fantôme de l'Étalon noir de Walter Farley. Hachette, coll. Bibliothèque verte, 1978. Illustrations de François Batet.

#### SériePeyton Place
- Les Plaisirs de l'enfer (Peyton Place), de Grace Metalious. Éditions Colbert, 1958.
- Peyton Place, de Grace Metalious. Éditions Seghers, 1977.
- Retour à Peyton Place, de Grace Metalious. Éditions J'ai lu no 905, 1979.

#### SérieLes Pisteurs
- Le Club des pisteurs, de E. W. Hildick, 1969. Hachette, coll. Nouvelle Bibliothèque rose no 329. Illustrations de Daniel Billon.
- Les Pisteurs et l'homme sans voix, de E. W. Hildick, 1970, Hachette, coll. Nouvelle Bibliothèque rose no 355. Illustrations de Daniel Billon.
- Les Pisteurs et le train fou, de E. W. Hildick, 1970. Hachette, coll. Nouvelle Bibliothèque rose. Illustrations de Daniel Billon.

#### SérieWalt Disney
- Du vent dans les voiles (Les Boatniks), de Walt Disney. Hachette, coll. Bibliothèque verte. 1971. Illustrations de François Batet.
- L’Étudiant et le chimpanzé, de Walt Disney. Hachette, coll. Bibliothèque verte, 1971. Illustrations de François Batet.
- Le Livre de la jungle, de Walt Disney.
- Les Aristochats, de Walt Disney. D'après une histoire de Tom Rowe. Hachette, coll. Idéal-Bibliothèque, 1982.

#### Romans de Barbara Cartland
- Le Valet de cœur, de Barbara Cartland. Éditions Colbert, 1953. In-8°, 254 p.
- Cœur captif, de Barbara Cartland. Éditions Tallandier, 1960.
- La Fille de Séréna (rebaptisé plus tard Duel en héritage), de Barbara Cartland. Éditions J'ai lu, 1962.
- Amour secret (Floralies), de Barbara Cartland. Éditions J. Tallandier, 1976.
- Le Cavalier masqué, de Barbara Cartland. Éditions Hachette J. Tallandier, 1980.
- Le Baiser du diable, de Barbara Cartland. Éditions J'ai lu, 19??.
- Le Fantôme de Monte-Carlo, de Barbara Cartland. Éditeur : Les œuvres romanesques de Barbara Cartland, 1982.

#### Romans de Hammond Innes
- Croix-du-Sud ne répond plus, de Hammond Innes. Hachette, coll. Grands romans étrangers, 1951.
- La Montagne en furie, de Hammond Innes. Hachette, 1952.
- Le Royaume de Campbell, de Hammond Innes. Hachette, collection Grands Romans étrangers, 1953.
- L'Enfer au-dessous de zéro, de Hammond Innes. Hachette, coll. Bibliothèque rouge, 1974.

#### Romans de Ewan Clarkson
- Kajou le blaireau, de Ewan Clarkson. Hachette, coll. Bibliothèque verte, 1978. Illustré par Yves Beaujard.
- King, le cerf, Ewan Clarkson. Hachette, coll. Bibliothèque verte, 1979. Illustré par François Bourgeon.
- Halic le phoque, de Ewan Clarkson. Éditions Le Livre de poche, 1980. Illustré par Dominique Sablons.

#### Romans de Rosamond Marshall
- Jane Hadden, de Rosamond Marshall. Éditions Colbert, 1953.
- Kitty, de Rosamond Marshall. Éditions Colbert, 1953.
- Farandole d'amour, de Rosamond Marshall. Éditions Colbert, 1955.

#### Auteurs classiques
- Don Quichotte de Miguel de Cervantes. Hachette, coll. Idéal-Bibliothèque, 1952. Illustrations de Jacques Pecnard.
- Moby Dick de Herman Melville. Hachette, coll. Collection des grands romanciers, 1954. Illustrations de Paul Durand. In-fol., 160 p.
- Le Prince et le Pauvre de Mark Twain. Hachette, coll. Bibliothèque verte, 1954. Illustrations de Jacques Pecnard. In-16, 192 p.
- Rob Roy, de Walter Scott. Hachette, coll. Idéal-Bibliothèque, 1954.
- Le Moulin sur la Floss de George Eliot. Hachette, coll. Bibliothèque Hachette no 7, 1957. Illustrations de Albert Chazelle.
- L'Appel de la forêt, de Jack London.
- Olivier Twist, de Charles Dickens, Beuville et Jean Muray. Hachette, coll. Galaxie, 1978.
- Martin Eden (Le Cabinet cosmopolite), de Jack London. Éditions Stock, 1977.
- Le Cas étrange du Dr Jekyll et de M. Hyde, de Robert Louis Stevenson, 1988.

#### Divers
- Les Quatre Justiciers, de Edgar Wallace, 1929.
- La Maison des cinq vertus de Danièle Varè. Éditeur : Plon, 1947.
- La Turquoise de Anya Seton. Hachette, 1948. 384p-In8-Broché.
- Dans la forêt siamoise de Reginald Campbell. Hachette, coll. Jeunesse du monde, 1950.
- La Belle Américaine de Garland Roark. Éditions Colbert, 1952.
- Roald Amundsen, de Jan Östby. Hachette, coll. Bibliothèque de la Jeunesse, 1952. Illustrations de Jean Reschofsky.
- Au royaume des fauves de Marshall Edison. Hachette, coll. Bibliothèque de la Jeunesse, 1953. Illustrations de Henri Dimpre.
- L'Âge d'aimer de James Hilton. Hachette, collection Grands Romans étrangers, 1954.
- Tant que l'amour vivra de Russell Janney. Hachette, collection Grands Romans étrangers, 1954.
- Scaramouche de Rafael Sabatini. Hachette, coll. Idéal-Bibliothèque, 1955. Illustrations de Jacques Pecnard.
- Le Mystère du ranch de Henry V. Larom. Hachette, coll. Bibliothèque Verte, 1955. Illustrations de Henri Dimpre.
- Les Clés du royaume de Archibald Joseph Cronin. Hachette, coll. Bibliothèque verte, 1957. Illustrations de Jacques Pecnard.
- La Piste indienne de Conrad Richter. Hachette, 1959. Illustrations de Paul Durand.
- Les Portes d'or de Edward Fenton. Hachette, coll. Bibliothèque de la jeunesse, 1959. Illustré par Francois Batet.
- Amahl et les visiteurs du soir de Gian Carlo Menotti. Hachette, 1962. Illustrations de Marianne Clouzot.
- Amahl et les Rois Mages de Gian Carlo Menotti. Éditeur ? : Illustrations de Jacques Pecnard.
- Les Animaux du bois de Quat'Sous de Colin Dann. Éditions Hachette.
- Le Magicien d'Oz de Frank Baum. Hachette, coll. Nouvelle Bibliothèque rose, 1964. Illustrations de Romain Simon.
- L'Épée dans le roc de T. H. White. Hachette, coll. Bibliothèque verte no 267, 1965. Illustrations de Georges Beauville.
- Les Pas du tigre de Ian Niall. Hachette, 1965.
- Le Fantôme de Barbe Noire de Ben Stahl. Hachette, coll. Bibliothèque Verte, 1968. Illustrations de François Batet.
- Pattes-de-velours reprend la piste de M. et G. Gordon. Hachette, coll. Bibliothèque verte, 1968. Illustrations de François Batet.
- Les Aventures de Fripon de Sterling North. Hachette, 1968. Illustrations de Pierre Leroy.
- Le Plus heureux des milliardaires de Cordelia Drexel Biddle et Kyle Crichton. Hachette, coll. Bibliothèque verte no 365, 1968. Illustrations de Jacques Poirier / Éditeur : Hachette, coll. Grands Romans Étrangers (1968).
- Les Aventures de James Bond Junior 003 & 1/2 de R. D. Mascott, 1970. Hachette, coll. Bibliothèque verte no 419. Illustrations de Maurice Paulin.
- Le Grand Voyage des océanautes de Louis Wolfe. Hachette, coll. Bibliothèque verte no 442, 1971. Illustration de Jean Sidobre.
- L'Homme qui sortait du brouillard de Leon Garfield. Hachette, coll. Bibliothèque verte, 19??.
- Mamou de Mary Patchett. Hachette, coll. Bibliothèque de la jeunesse.
- Les Naufragés de la planète Mars de Lester Del Rey, 1971. Hachette, coll. Bibliothèque verte. Illustrations de Yves Le Gall.
- Les Douze pendules de Théodule, de Alfred Hitchcock. Hachette, coll. Bibliothèque verte, 1972. Illustrations de Jacques Poirier.
- La Prisonnière du désert de Alan Le May. Hachette, coll. Bibliothèque rouge, 1974.
- La Salamandre d'or, de Victor Canning.
- Le Vainqueur des grands fonds de Walt Morey. Hachette, coll. Bibliothèque rouge, 1974.
- La Patrouille de l'espace de Robert A. Heinlein, 1974. Hachette, coll. Bibliothèque rouge. Couverture de Claude Lacroix.
- Le Camp du bout du monde de Mel Ellis. Hachette, coll. Bibliothèque rouge, 1974.
- L'Homme aux poings de velours de William Dale Jennings. Hachette, coll. Poche rouge, 1975.
- Syla, reine des visons de Ewan Clarkson. Hachette, coll. Bibliothèque verte, 1976.
- J'irai décrocher les étoiles de Richard Jessup. Hachette, coll. Poche rouge, 1976. 184 p.  (ISBN 2-01-003114-8).
- Piège pour une voyageuse de Richard Peck. Hachette, coll. Bibliothèque verte, 1978. Illustré par Annie-Claude Martin.
- Le Voyage du négrier de Paula Fox. Hachette, coll. Bibliothèque verte, 1979 (Prix Hans Christian Andersen). Illustrations de Cristobal.
- L'Étang empoisonné de Howard Thompson. Hachette, coll. Bibliothèque verte, 1979. Illustré par François Gigot.
- Les Garçons de l'île aux renards de Eilis Dillon. Hachette, 1979. Illustré par Thierry Courtin.
- Salar le saumon de Henry Williamson. Hachette, coll. Bibliothèque verte, 1980. Illustrations de Jean-Louis Henriot.
- Cinq printemps dans la tourmente de Irène Hunt. Éditions et Coll. Le Livre de poche, 1980. Illustrations de A. Szabo.